# 屬鏤何威介
屬鏤何威介（学名：Howeina shülui）为尾花介科何威介屬下的一个种。